# Wasserheilanstalt (Kyselka)

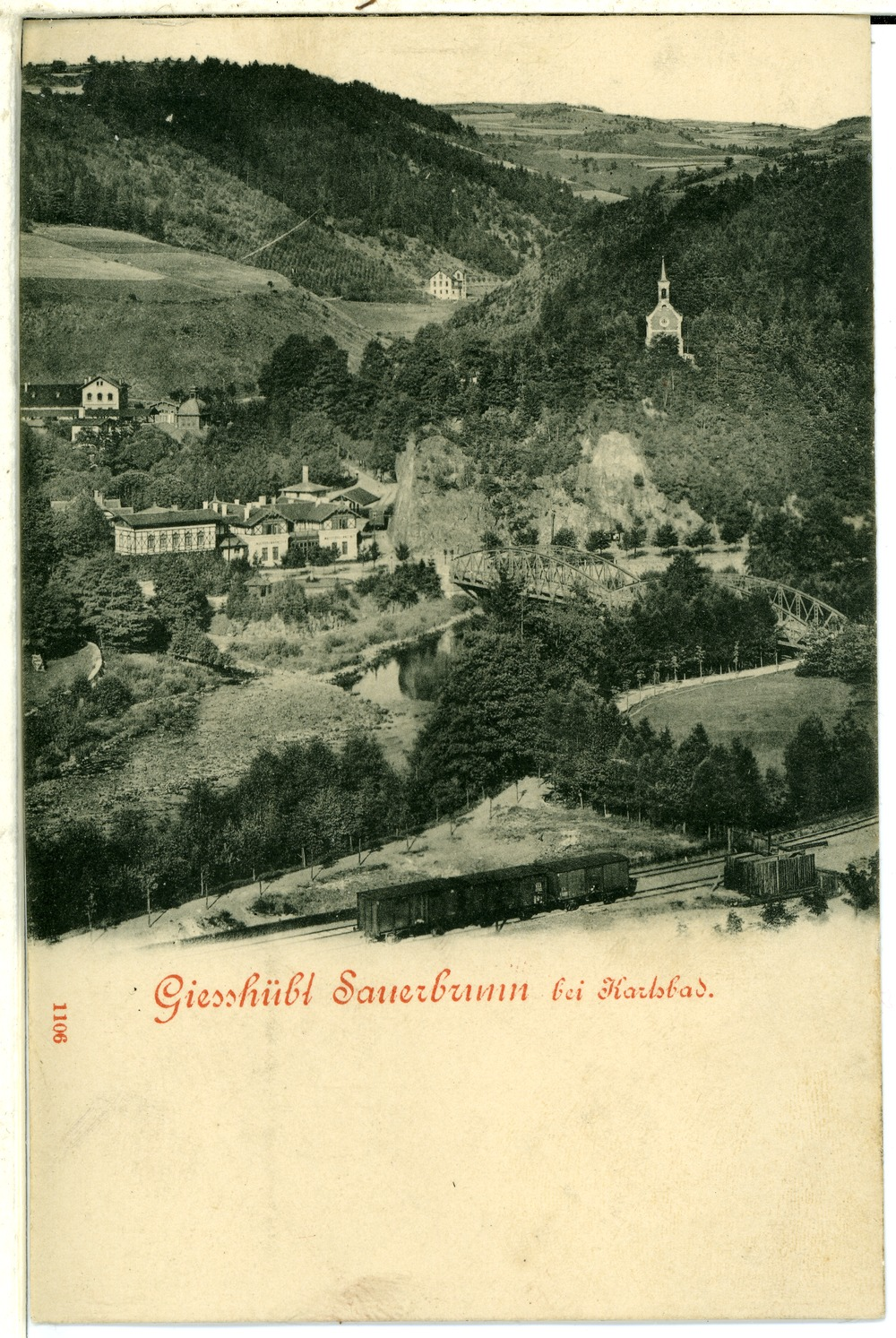
Blick zur Trinkhalle und zur Wasserheilanstalt, 1899

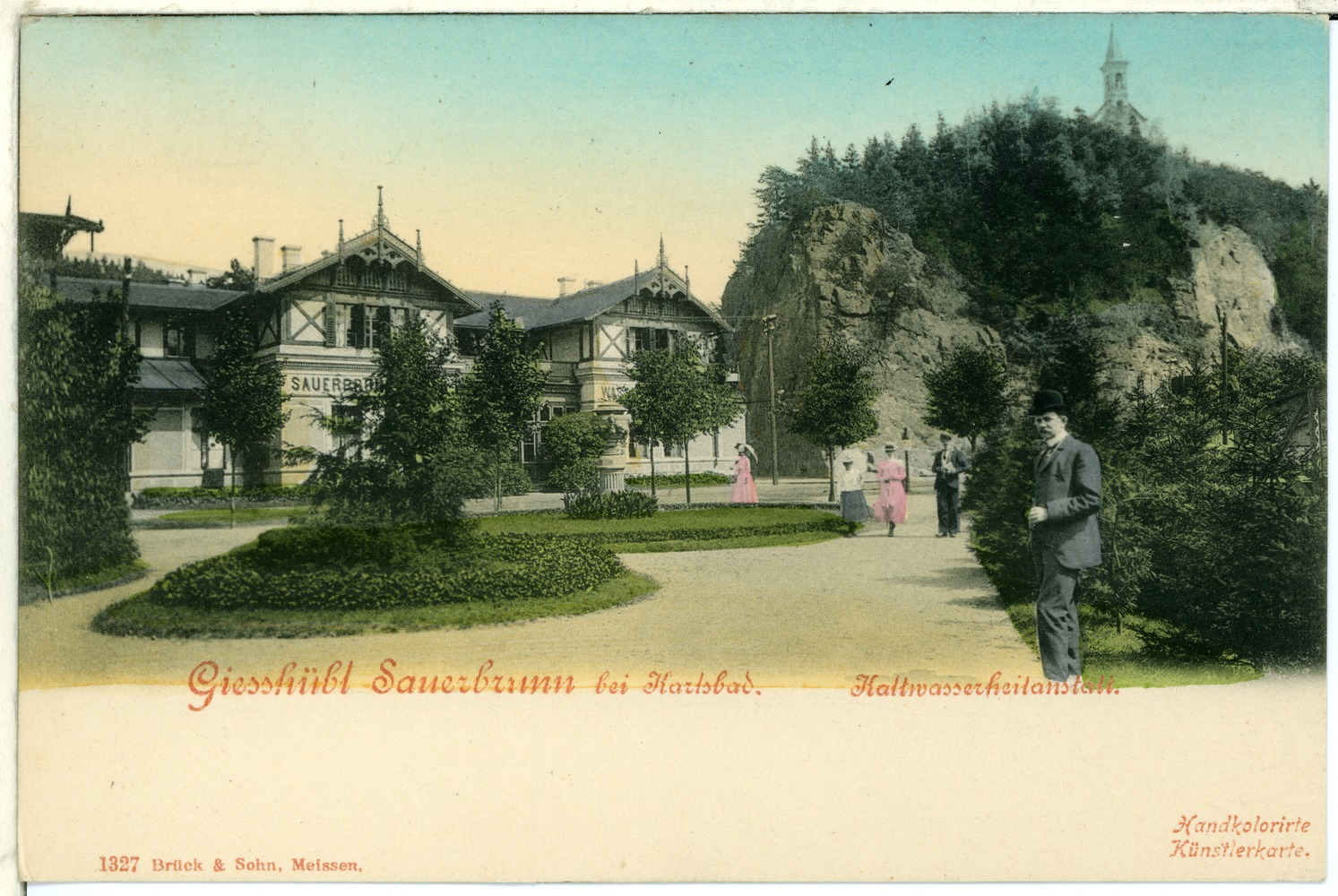
Blick zur Wasserheilanstalt, 1899

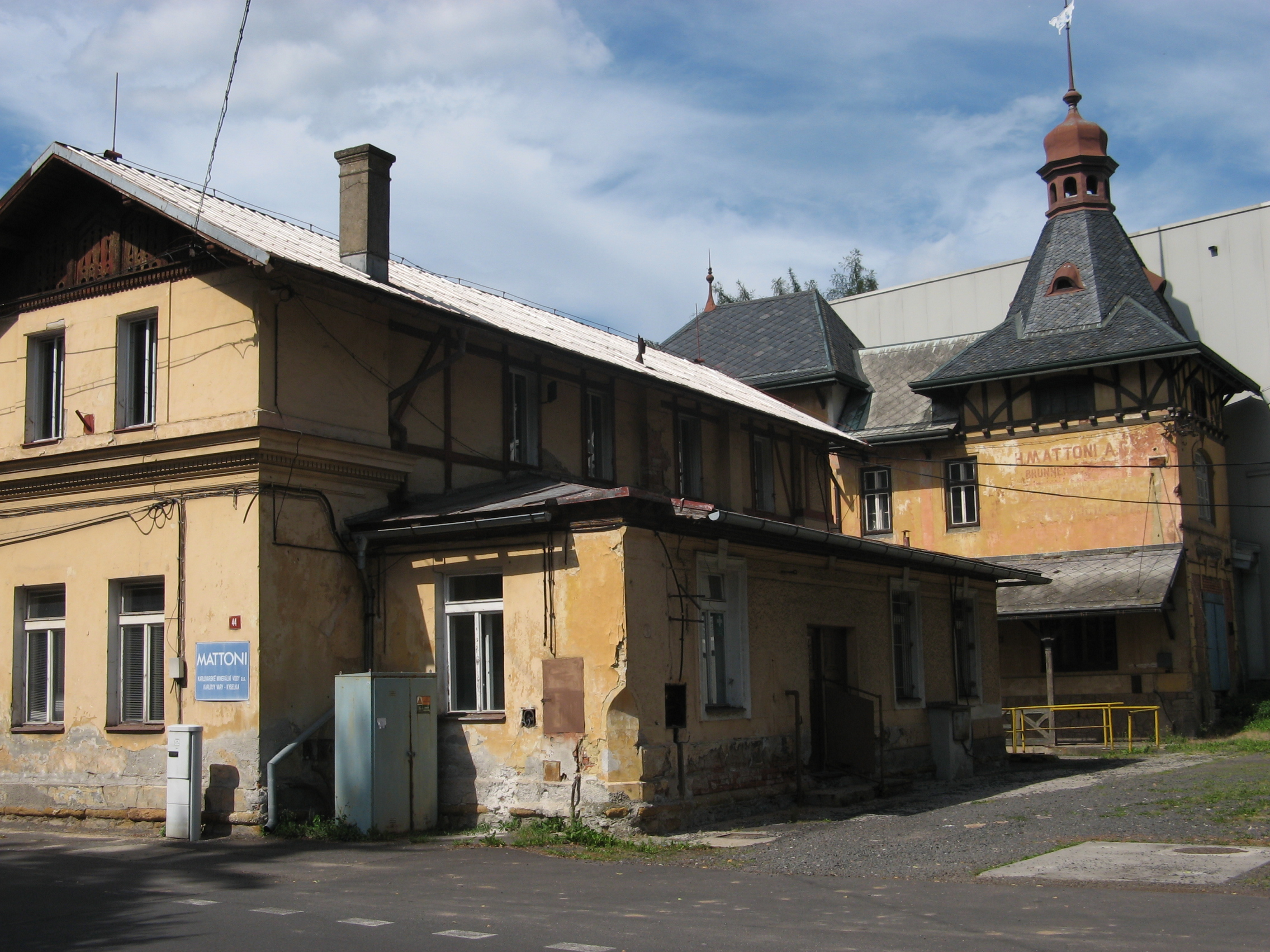
Zustand der früheren Wasserheilanstalt im Jahre 2010

Die Wasserheilanstalt in Kyselka (deutsch Gießhübl Sauerbrunn) bei Karlsbad in Tschechien gehört zu den früheren Kuranlagen des ehemaligen Kurortes, die im 19. Jahrhundert errichtet wurden. Die Anstalt wurde zu Beginn des 20. Jahrhunderts durch modernere, dem damaligen Zeitgeschmack entsprechende Kuranlagen ersetzt und fortan von der Firma Heinrich von Mattoni als Teil der Abfüllanlagen für das bekannte Gießhübler Mineralwasser genutzt. Ein Großteil der Gebäude ist heute in teilweise umgebauter Form noch vorhanden.

## Geschichte
Der im Egertal entspringende und bereits im ausgehenden Mittelalter bekannte Buchsäuerling oder Rodisforter Sauerbrunn unterhalb der heutigen Buchkoppe zwischen Karlsbad und Rodisfort, seit 1852 König-Otto-Quelle genannt, wurde 1853 mit einem Brunnentempel mit anschließender Kolonnade überbaut. Der Besucherzustrom aus Karlsbad nahm dadurch erheblich zu, so dass neben den zahlreichen Tagesgästen auch Kurgäste mit längerer Aufenthaltsdauer unterzubringen waren. Insbesondere nach dem Erwerb des Ortes durch Heinrich Mattoni im Jahre 1873 wurden erhebliche finanzielle Mittel in den Ausbau des Kurortes investiert. Am Kreuzberg wurden Felsen gesprengt und an deren Stelle eine Wasserheilanstalt errichtet. In dieser wurden Kaltwasserbäder mit dem Gießhübler Sauerbrunnen angeboten und von zahlreichen Gästen genutzt, für die im oberen Stockwerk des Gebäudes auch Übernachtungsmöglichkeiten geschaffen worden sind. 

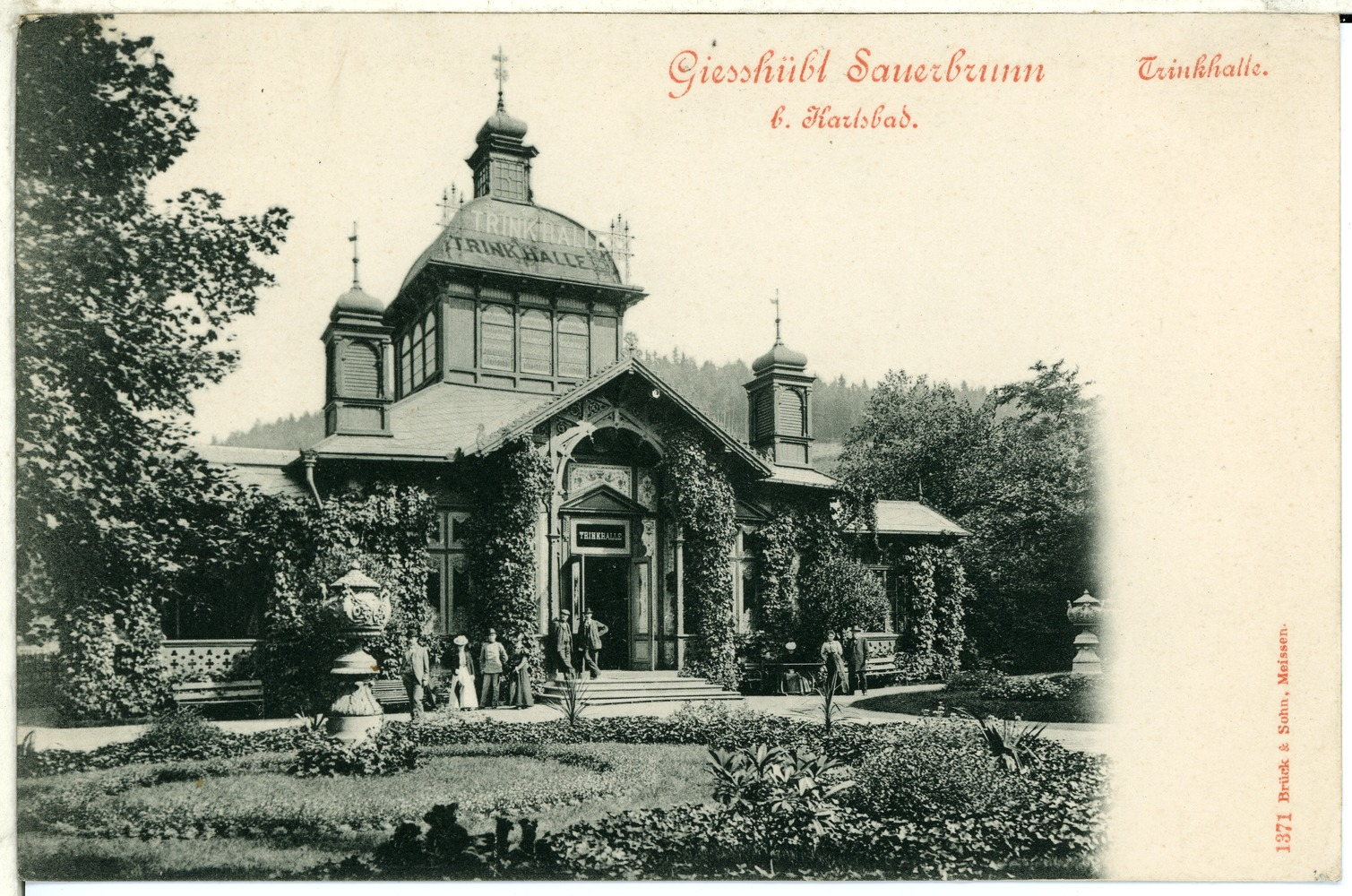
Trinkhalle, 1899

Im angrenzenden Garten entstand eine geräumige Trinkhalle mit Kuppel, die zu Beginn des 20. Jahrhunderts ihren neuen Platz auf der gegenüberliegenden Egerseite in einer Parkanlage erhielt.
Nach dem Ende des Zweiten Weltkrieges wurde die Firma Mattoni (Aktiengesellschaft) vom staatlichen Unternehmen Západočeská zřídla in Karlsbad betrieben, das 1990 in die Aktiengesellschaft Karlovarské minerálni vody (tschechisch für Karlsbader Mineralwasser) umgewandelt wurde und sich zum größten Mineralwasserunternehmen in Tschechien entwickelte. Eine moderne Abfüllanlage wurde Ende der 1980er Jahre errichtet und in den 1990er Jahren modernisiert. Die historischen Gebäude der Kur- und Wasserheilanstalt sind teilweise heute noch vorhanden.